# Heathulac
Heathulac (auch Headulacus oder Hathulac; † zwischen 731 und 736) war Bischof von Elmham. Er wurde zwischen 716 und 731 zum Bischof geweiht und trat sein Amt im selben Zeitraum an. Er starb zwischen 731 und 736.